# Pierre Fayet (syndicaliste)
Pour les articles homonymes, voir Pierre Fayet.
Pierre Fayet, né le 12 février 1887 à Beaucaire (Gard), mort le 31 octobre 1977 au Kremlin-Bicêtre, est un syndicaliste et un homme politique français. Militant à la CGTU et au Parti communiste français, il est envoyé en 1934 en Algérie où il devient secrétaire syndical régional et un des dirigeants du Parti communiste français, puis du Parti communiste algérien. Il est élu député (collège des citoyens français) du département d'Alger de 1945 à 1955.

## Biographie
Pierre Fayet est ouvrier ébéniste. Il « monte » à Paris pour exercer sa profession et adhère vers 1906-1907 au Parti socialiste de Jean Jaurès et à la CGT. Mobilisé en 1914, il combat au front, est blessé et fait prisonnier. Dès 1920 il adhère au communisme et devient un dirigeant syndical de la Fédération CGTU des travailleurs du Bois et de l'Ameublement, dont il secrétaire général de 1925 à 1935. Il est élu membre de la Commission exécutive de la CGTU en 1923. Cette activité syndicale se double de responsabilités au Parti communiste où il est élu au Comité central à partir de 1925.
Le tournant de sa vie militante intervient en 1934. Les deux organisations (politique et syndicale) l'envoient en Algérie pour y impulser leurs fédérations départementales. De 1936 à 1939 il est secrétaire générale de l'Union départementale CGT d'Alger qui connaît une forte progression. Il participe également à la création en 1936 du Parti communiste algérien (PCA). Lors de la déclaration de guerre en 1939, il revient à Paris, ainsi que sa femme, d'origine juive polonaise, considérée comme étrangère. Mais dès 1940, suspecté d'activité communiste illégale il est arrêté (mars 1940). Interné en métropole, il est transféré ensuite dans les camps d'internement algérien, d'où il est libéré en mars 1943. Il est alors délégué par la CGT, avec notamment Georges Buisson, Albert Gazier, pour la représenter auprès du Gouvernement provisoire. Il est nommé à l'Assemblée consultative provisoire en novembre 1943. Il y siège à Alger, puis à Paris. 
Présenté par le Parti communiste aux élections pour la Assemblée constituante de 1945 dans le département d'Alger, collège des citoyens français, il est y est élu (octobre 1945). Il est réélu le 2 juin 1946, puis en novembre 1946 et juin 1951, pour les deux premières législatures de la Quatrième République.

## Source
- Notice « Pierre Fayet », Dictionnaire biographique du mouvement ouvrier français, par (Jean Maitron, Claude Pennetier)
- Notice « Pierre Fayet », Dictionnaire biographique du mouvement ouvrier international (Maghreb), par René Gallissot